# Władysław Storożyński
Władysław Storożyński (ur. 19 września 1893 w Stryju, zm. 10 lutego 1915 pod Łopuszną) – chorąży Legionów Polskich, kawaler Orderu Virtuti Militari.

## Życiorys
Urodził się jako syn Wincentego i Michaliny z domu Chruszczewska. Uczęszczał we Lwowie do szkoły realnej, a po jej ukończeniu studiował na Politechnice Lwowskiej. Od 1911 członek Związku Strzeleckiego.
8 października 1914 wstąpił w szeregi Legionów Polskich, gdzie otrzymał przydział do 3 batalionu w 2 pułku piechoty. Szczególne zasługi odniósł podczas walki pod Kirlibabą położoną w południowej Bukowinie, gdzie ostrzeliwany przez karabiny maszynowe wroga został ranny, kiedy prowadził swoją sekcję do ataku. Za czyn ten został wyróżniony nadaniem Krzyża Srebrnego Orderu Virtuti Militari. Zginął idąc do ataku na Łopusznę. Został pochowany przy kościele we wsi Szipocie na Bukowinie. Rodziny nie założył.

## Ordery i odznaczenia
- Krzyż Srebrny Orderu Wojskowego Virtuti Militari nr 7055[2]
- Krzyż Niepodległości – pośmiertnie (1931)[5]